# Långrörs AB
Långrörs AB var ett trävarubolag i Långrör vid Sandarne i dåvarande Söderhamns stad.
År 1853 inrättade brukspatron L.M. Wærn en så kallad bjälkgrop i Jernkällsviken. Därifrån exporterades genom handelsbolaget Olof Wijk & Co. i Göteborg bjälkar till utlandet. I början av 1860-talet övertogs rörelsen av konsul Carl Fougt (1827–1896) i Söderhamn som 1864 lät uppföra Långrörs ångsåg på platsen. År 1873 tröttnade Fougt "på en tiden så upptagande och enformig sysselsättning som driften af Långrörs sågverk" och överlät från 1874 verksamheten till Olof Wijk & Co.
Sågen var lönsam under hela 1800-talet och 1900-talets första decennium. Efter att 1894 ha brunnit ned till grunden och uppfördes året därpå en ny såg. År 1896 ombildades rörelsen till Långrörs AB. I samarbete med Marma Sågverks AB, Ljusne-Woxna AB och AB Adolf F. Hillman i Söderhamn bildades 1906 Sulfit AB Ljusnan, vilket 1908 startade massatillverkning i Vallvik och sedermera kom att bli helägt av Långrörs AB. 
År 1914 förvärvade Långrörs AB aktiemajoriteten i Marma Sågverks AB och de båda företagen kom därigenom att ingå i samma koncern. Efter en 1932–33 genomförd konsolidering blev namnet Marma-Långrörs AB.